# Voie Sacrée
La Voie Sacrée (denominata ufficialmente: Route nationale française Voie Sacrée) è una strada nel dipartimento francese della Mosa, che collega la cittadina di Bar-le-Duc alla città di Verdun. Nel 1916 questa strada divenne il centro nevralgico dei collegamenti tra le retrovie e il fronte di Verdun, durante l'offensiva tedesca nel settore, diventando l'unica e fondamentale via di rifornimento per le truppe francesi impegnate a respingere l'offensiva. Questa via divenne di vitale importanza durante la battaglia, e dopo la guerra fu denominata dallo scrittore Maurice Barrès "Voie Sacrée", in riferimento alla Via Sacra romana in cui sfilavano i carri del trionfo di quei generali che si erano distinti durante le campagne militari.
Questa strada, lunga 56 km fu utilizzata dall'esercito francese durante l'assedio di Verdun per rifornire costantemente di uomini, materiali e rifornimenti di ogni genere il fronte davanti alla città nella quale i francesi dovettero fronteggiare per quasi un anno l'esercito imperiale tedesco che tentò in ogni modo di aprirsi un varco tra le linee nemiche nel tentativo di spalancare la strada verso Parigi.
Dalla fine della guerra fino al 1970 questa strada non fu dotata di numerazione standard, ma indicata solo come N VS (Nationale Voie Sacrée). Solo nel 1970 la strada assunse una denominazione amministrativa, e divenne la RN 35 (Route Nationale 35), facente parte della rotabile che collegava Saint-Dizier a Verdun. Nel 2006 una riforma amministrativa delle strade sul territorio francese fece sì che la RN 35, fosse suddivisa in due tronconi: la RD 635 che collega Saint-Dizier a Bar-le-Duc e la RD 1916, che da Bar-le-Duc porta a Verdun. Quest'ultimo tratto, oltre ad essere il tratto di strada coincidente con la "Voie Sacrée", è stato numerato con il chiaro riferimento all'anno di svolgimento della battaglia.

## La battaglia di Verdun

### La situazione strategica e logistica
Fin dall'inizio del conflitto, si capì che la regione fortificata di Verdun non era di facile accesso. Le principali linee di comunicazione preesistenti non erano sufficienti per i quantitativi di rifornimenti che richiedeva un fronte di battaglia moderno, ma per i primi due anni di guerra il fronte di Verdun fu relativamente tranquillo e non richiese grossi sforzi logistici da parte dell'esercito francese.
La situazione cambiò radicalmente nei primissimi mesi del 1916 quando in previsione di un massiccio attacco, l'artiglieria tedesca iniziò a martellare le già esili vie di comunicazioni verso Verdun. Ferrovie e strade vennero devastate dai bombardamenti e l'intera Verdun fu isolata.
Con l'inizio della battaglia, il 21 febbraio 1916, la situazione divenne rapidamente critica; i rifornimenti arrivavano ad intermittenza o non arrivavano proprio, rinforzi e rifornimenti non riuscivano ad arrivare al fronte e i feriti non potevano essere evacuati rapidamente.
A tal proposito il generale Pétain appena giunto al fronte, riassunse così la situazione delle vie di comunicazione da, e verso Verdun:
- la ferrovia da Commercy che segue la Mosa fu resa inutilizzabile a causa della presenza di linee nemiche nel settore di Saint-Mihiel;
- la ferrovia da Sainte-Menehould e Clermont-en-Argonne, spesso sotto il tiro dell'artiglieria tedesca all'altezza di Aubréville, rappresenta il punto massimo in cui arrivavano i materiali per il fronte;
- la linea ferroviaria a scartamento ridotto detta "Le Meusien" venne utilizzata unicamente per il trasporto di alimenti, di alcune attrezzature e per l'evacuazione dei feriti;
- la strada da Bar-le-Duc, era un continuo afflusso di convogli a motore che portava al fronte la maggior parte di truppe e munizioni.

Da ciò si capisce che su quattro vie d'accesso, due erano interrotte o sotto il fuoco nemico e un'altra possedeva una capacità troppo limitata, quindi il peso principale ricadde sull'unica via carrabile, la stretta strada che da Bar-le-Duc conduceva a Verdun.

### L'entrata in servizio

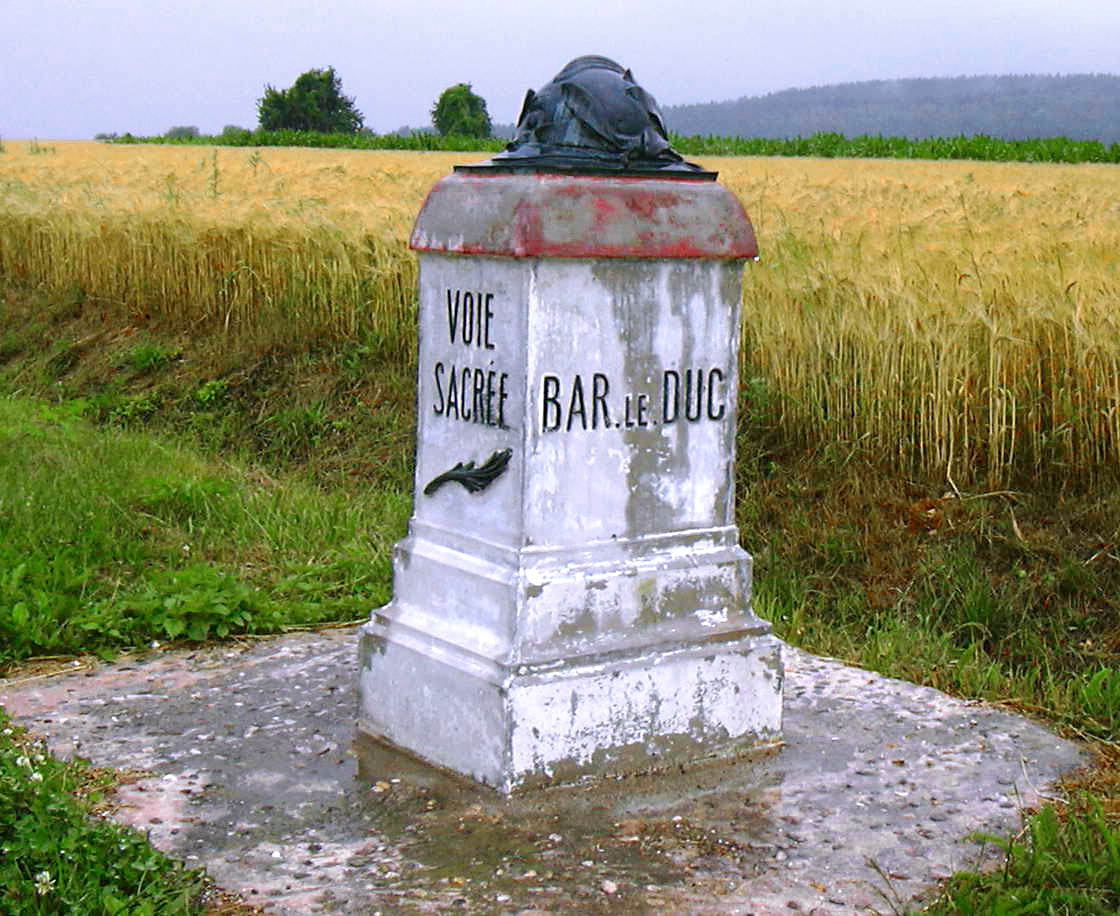
Ceppo commemorativo lungo la Voie Sacrée

Quando il generale Philippe Pétain assunse il comando della piazza di Verdun, si trovò a dover risolvere una serie di gravi problemi logistici e organizzativi che non avrebbero garantito all'esercito francese di resistere a lungo contro il violento attacco tedesco. Oltre all'organizzazione difensiva, il generale dovette fronteggiare un problema molto grave, ossia la precarietà delle vie di comunicazione tra Verdun e il resto della Francia. La linea principale di collegamento con il dipartimento della Mosa fu in parte occupata dal nemico nella zona di Saint-Mihiel, mentre la seconda via di collegamento, con Parigi via Sainte-Menehould, era costantemente sotto il tiro dei cannoni da marina che l'esercito tedesco aveva schierato per l'assedio contro la piazzaforte di Verdun.
Rimaneva utilizzabile solo una linea ferroviaria a scartamento ridotto, chiamata la Meusien, che serviva al fabbisogno della guarnigione in periodo di pace, e la strada secondaria che correva lungo il tracciato della ferrovia per circa 56 km da Bar-le-Duc. Questa strada rappresentava il solo atto previdenziale che il Gran Quartier General di Joseph Joffre, compì nei confronti del fronte di Verdun prima dell'attacco tedesco.
Nel 1915 la strada fu allargata fino a 7 m appena sufficienti per permettere il transito di una doppia colonna di autocarri nei due sensi.
Così scriveva Alistair Horne nel 1962 descrivendo la situazione del fronte, situazione a cui Pétain dovette trovare una soluzione.
L'armata francese a Verdun avrebbe ben presto raggiunto il mezzo milione di uomini e 170.000 animali, mentre i voraci cannoni di Pétain avrebbero richiesto quasi il triplo delle munizioni fino ad allora impiegate.
Per la prima volta nella storia, un'armata di queste dimensioni sarebbe stata rifornita attraverso una strada carrabile, per di più decisamente stretta e sotto il tiro avversario. Fautore di questa impresa fu certamente il generale Pétain, che con l'aiuto del maggiore Richard, dispose una serie di norme precise per assicurare notte e giorno il funzionamento del traffico.
La strada fu divisa in sei settori, ognuno con la propria squadra di genieri e con officine atte all'assistenza meccanica dei veicoli, e venne riservata esclusivamente ai veicoli a motore, mentre le colonne di uomini avrebbero dovuto marciare ai lati, Ogni veicoli che si fosse guastato doveva essere gettato immediatamente nei fossati laterali per non intralciare il traffico.
Nello stesso modo dieci battaglioni di territoriali furono posti a costruire una ferrovia a scartamento normale fino a Revigny.

### Il ruolo dei veicoli a motore
Come molti altri aspetti, i comandi francesi all'inizio del conflitto trascurarono anche la fornitura di veicoli a motore per l'esercito: nel 1914 c'erano solo 170 veicoli a motore nell'intero esercito. Fortunatamente durante la drammatica battaglia della Marna, che vide l'uso di migliaia di taxi per inviare le truppe al fronte, convinse il Gran Quartier General dell'utilità dei trasporti a motore, ciò fece in modo che la 3ª Armata del fronte di Verdun ebbe a disposizione circa 700 autocarri capaci di trasportare quotidianamente circa 1250 t di materiali.
Ma le sole forze di Verdun richiedevano almeno 2000 tonnellate al giorno più 100 per ogni divisione aggiunta, così il maggiore Richard e i suoi uomini perlustrarono la Francia alla ricerca di mezzi di trasporto, riuscendo a raccogliere circa 3500 veicoli di vario tipo. Ma ora si presentava il problema della mancanza di personale addestrato; gli autisti erano costretti a guidare per turni estenuanti, penalizzando così il numero di uomini e veicoli operativi.
Inoltre l'inaffidabilità dei veicoli a motore di inizio '900 e l'inesperienza della maggior parte dei meccanici faceva in modo che le officine erano sempre stracariche di lavoro, il che contribuiva alla cronica mancanza di mezzi, che associata alle condizioni della strada resa melmosa dal disgelo di fine febbraio, rendeva il traffico sulla Voie Sacrée un'impresa disperata.
Richard risolse il problema posizionando migliaia di territoriali lungo la strada, con il compito di gettare ininterrottamente ghiaia sotto gli pneumatici degli autocarri che avanzavano. La strada, ormai divenuta l'"arteria vitale della Francia" tenne, durante le critiche settimane successive al 28 febbraio transitarono per quella strada 25.000 tonnellate di materiale e 190.000 uomini, dove a giugno, durante la punta massima della battaglia vennero impiegati 12.000 veicoli con il ritmo di uno ogni 14 secondi.
Per la manutenzione della strada venne impiegato l'equivalente di un'intera divisione
addetti a riparare continuamente la strada, per questa impresa vennero impiegati sudditi dell'Impero coloniale francese, senegalesi e annamiti spalarono circa tre quarti di milione di tonnellate di pietrisco per la pavimentazione della strada.
Quasi i due terzi dell'esercito percorsero questa strada diretti al calvario di Verdun, cosicché Maurice Barrés poté coniare per essa senza profanazione il nome di Voie Sacrée.

## Il dopoguerra
La strada nel dopouerra divenne un simbolo nazionale, nel 1923 la strada assunse la denominazione "route nationale" (strada nazionale) comprendendo il tratto finale della strada D603 che collegava Verdun a Sainte-Menehould da cui la Voie Sacrée passava. Dal 1978 al 2006 la strada comprese anche il tratto fino a Saint-Dizier, dal 2006 però per un decreto legislativo la numerazione della strada divenne D1916 in ricordo dell'anno in cui la Voie Sacrée sopportò il suo momento più critico, ma solo fino a Bar-le-Duc, mentre il tratto fino Saint-Dizier assunse la numerazione D635 e non fece più parte della "route nationale Voie Sacrée".
La strada è oggi considerata un monumento nazionale dal governo francese, lungo la sua estensione si possono trovare diversi cippi, un monumento commemorativo in località Moulin Broulé ed è possibile visitare il municipio che nel 1916 fu adibito a quartier generale di Philippe Pétain e Robert Georges Nivelle.